# Мартін Сміт
Мартін Сміт (англ. Martin Smith; нар. 10 січня 1958) — британський плавець, олімпійський медаліст.

## Виступи на Олімпіадах
| Олімпіада     | Дисципліна                            | Місце     |
| ------------- | ------------------------------------- | --------- |
| Монреаль 1976 | плавання на 100 метрів вільним стилем | 7 h2 r2/3 |
| Москва 1980   | плавання на 100 метрів вільним стилем | 7 h1 r2/3 |
| Москва 1980   | плавання на 200 метрів вільним стилем | 4 h4 r1/2 |
| Москва 1980   | естафета 4 × 200 вільним стилем       | 6         |
| Москва 1980   | комплексна естафета 4 × 100           | 3         |